# NGC 1563
NGC 1563 是南天波江座的一個椭圆星系。它在哈伯序列中屬於E型。它距离银河系有4.13亿光年，直径约为85000光年。與NGC 1563處於同一星空区域内的还有NGC 1561、NGC 1564、NGC 1565 和 IC 2063等星系。該天体由法蘭斯·萊文沃思于1885年11月12日发现。